# Adolf Konto
Adolf Konto   (Hèlsinki, 30 de març de 1911 - Hèlsinki, 20 de novembre de 1965) va ser un regatista finlandès que va competir en els anys posteriors a la Segona Guerra Mundial.
El 1948 va prendre part en els Jocs Olímpics d'Estiu de Londres, on fou novè en la categoria de 6 metres del programa de vela. Quatre anys més tard, als Jocs de Hèlsinki, guanyà la medalla de bronze en la mateixa prova. A bord del Ralia compartí equip amb Ernst Westerlund, Paul Sjöberg, Ragnar Jansson i Rolf Turkka.